# الجلب (صنعاء)

تعديل مصدري - تعديل

الجلب هي إحدى قرى الجمهورية اليمنية. وهي تتبع جغرافيًا لمحافظة صنعاء. وإداريًا لمديرية الحيمة الداخلية. يبلغ تعداد سكانها 1033 نسمة حسب الإحصاء الذي جرى عام 2004.